# Malcolm D. Lee
Malcolm D. Lee (Nova Iorque, 11 de janeiro de 1970) é um diretor, produtor e roteirista estadunidense, primo de Spike Lee. Em 1999, Malcolm D. Lee estreia na primeira realização no filme O Padrinho (The Best Man). Em 2002 dirigiu no filme Undercover Brother, em 2005 assinou Roll Bounce e em 2008 assinou duas longas-metragens: Welcome Home, Roscoe Jenkins, com Martin Lawrence e James Earl Jones, e Soul Men, com Samuel L. Jackson e Bernie Mac.